# Сент-Патрік
Сент-Патрік (англ. Saint Patrick) — парафія в Канаді, у провінції Нью-Брансвік, у складі графства Шарлотт.

## Населення
Станом на 1 липня 2022 року населення складало 724 особи. Густота населення — 3,05 осіб/км².
За даними перепису 2016 року, парафія нараховувала 689 осіб, показавши зростання на 6,5%, порівняно з 2011-м роком. Середня густина населення становила 2,9 осіб/км².
З офіційних мов обидвома одночасно володіли 50 жителів, тільки англійською — 640. Усього 10 осіб вважали рідною мовою не одну з офіційних.
Працездатне населення становило 59,8% усього населення, рівень безробіття — 10,5% (7,9% серед чоловіків та 13,2% серед жінок). 80,3% осіб були найманими працівниками, а 18,4% — самозайнятими.
Середній дохід на особу становив $37 150 (медіана $28 288), при цьому для чоловіків — $50 419, а для жінок $26 484 (медіани — $38 016 та $22 704 відповідно).
29,1% мешканців мали закінчену шкільну освіту, не мали закінченої шкільної освіти — 20,5%, 49,6% мали післяшкільну освіту, з яких 28,6% мали диплом бакалавра, або вищий.
| Статево-вікова структура населення | Статево-вікова структура населення | Статево-вікова структура населення | Статево-вікова структура населення | Статево-вікова структура населення |
| ---------------------------------- | ---------------------------------- | ---------------------------------- | ---------------------------------- | ---------------------------------- |
|                                    |                                    |                                    |                                    |                                    |
| Всього                             | Всього                             | 48,9%51,1%                         |                                    |                                    |
| 0 — 14 років                       | 0 — 14 років                       |                                    | 10,2%                              | 10,2%                              |
| 15 — 64 років                      | 15 — 64 років                      |                                    | 67,2%                              | 67,2%                              |
| 65 і більше                        | 65 і більше                        |                                    | 22,6%                              | 22,6%                              |
| 85 і більше                        | 85 і більше                        |                                    | 1,5%                               | 1,5%                               |
| Середній вік (років)               | Середній вік (років)               | 47,548,3                           | 47,9                               | 47,9                               |
| Медіана (років)                    | Медіана (років)                    | 53,254,1                           | 53,9                               | 53,9                               |
| — чоловіки — жінки                 |                                    |                                    |                                    |                                    |

| Походження мешканців:     | Походження мешканців:     | Походження мешканців: | Походження мешканців: | Походження мешканців: |
| ------------------------- | ------------------------- | --------------------- | --------------------- | --------------------- |
| Походження                |                           |                       | осіб                  | %                     |
| Корінні американці        | Корінні американці        |                       | 35                    | 5.11%                 |
| Інше північноамериканське | Інше північноамериканське |                       | 360                   | 52.55%                |
| Європейське               | Європейське               |                       | 470                   | 68.61%                |
| британське                | британське                |                       | 425                   | 62.04%                |
| французьке                | французьке                |                       | 95                    | 13.87%                |
| українське                | українське                |                       | 10                    | 1.46%                 |
| Азійське                  | Азійське                  |                       | 15                    | 2.19%                 |

| Зайнятість населення за галузями (за класифікацією NOC): | Зайнятість населення за галузями (за класифікацією NOC): | Зайнятість населення за галузями (за класифікацією NOC): | Зайнятість населення за галузями (за класифікацією NOC): | Зайнятість населення за галузями (за класифікацією NOC): |
| -------------------------------------------------------- | -------------------------------------------------------- | -------------------------------------------------------- | -------------------------------------------------------- | -------------------------------------------------------- |
|                                                          |                                                          |                                                          |                                                          |                                                          |
| Управління                                               | Управління                                               |                                                          | 8%                                                       | 8%                                                       |
| Бізнес, фінанси та адміністрування                       | Бізнес, фінанси та адміністрування                       |                                                          | 14,7%                                                    | 14,7%                                                    |
| Природничі та прикладні науки                            | Природничі та прикладні науки                            |                                                          | 4%                                                       | 4%                                                       |
| Охорона здоров'я                                         | Охорона здоров'я                                         |                                                          | 5,3%                                                     | 5,3%                                                     |
| Освіта, правозахист, муніципальні та урядові служби      | Освіта, правозахист, муніципальні та урядові служби      |                                                          | 8%                                                       | 8%                                                       |
| Мистецтво, культура, відпочинок та спорт                 | Мистецтво, культура, відпочинок та спорт                 |                                                          | 5,3%                                                     | 5,3%                                                     |
| Роздрібна торгівля та послуги                            | Роздрібна торгівля та послуги                            |                                                          | 14,7%                                                    | 14,7%                                                    |
| Гуртова торгівля, транспорт та обладнання                | Гуртова торгівля, транспорт та обладнання                |                                                          | 18,7%                                                    | 18,7%                                                    |
| Природні ресурси, сільське господарство                  | Природні ресурси, сільське господарство                  |                                                          | 5,3%                                                     | 5,3%                                                     |
| Виробництво                                              | Виробництво                                              |                                                          | 16%                                                      | 16%                                                      |

## Клімат
Середня річна температура становить 5,7°C, середня максимальна – 23,5°C, а середня мінімальна – -14,8°C. Середня річна кількість опадів – 1 203 мм.
| Клімат поселення                              | Клімат поселення | Клімат поселення | Клімат поселення | Клімат поселення | Клімат поселення | Клімат поселення | Клімат поселення | Клімат поселення | Клімат поселення | Клімат поселення | Клімат поселення | Клімат поселення | Клімат поселення |
| Показник                                      | Січ.             | Лют.             | Бер.             | Квіт.            | Трав.            | Черв.            | Лип.             | Серп.            | Вер.             | Жовт.            | Лист.            | Груд.            |                  |
| Середній максимум, °C                         | −2,1             | −0,78            | 4,53             | 10,90            | 17,16            | 22,08            | 23,54            | 22,84            | 18,04            | 12,13            | 6,23             | −0,69            |                  |
| Середня температура, °C                       | −8,44            | −7,1             | −1,79            | 4,55             | 10,81            | 15,75            | 19,01            | 18,30            | 13,52            | 7,61             | 1,72             | −5,21            |                  |
| Середній мінімум, °C                          | −14,77           | −13,45           | −8,15            | −1,78            | 4,49             | 9,42             | 14,48            | 13,79            | 8,99             | 3,08             | −2,82            | −9,75            |                  |
| Норма опадів, мм                              | 108              | 78               | 103              | 101              | 109              | 94               | 93               | 88               | 97               | 104              | 117              | 111              |                  |
| Середньомісячна швидкість вітру, м/с          | 4.59             | 4.66             | 4.72             | 4.45             | 4.09             | 3.71             | 3.28             | 3.16             | 3.60             | 4.09             | 4.47             | 4.65             |                  |
| Середньомісячна сонячна радіація, кДж/м²·день | 5428             | 8701             | 12334            | 15434            | 18332            | 20310            | 19987            | 17810            | 13416            | 8659             | 5222             | 4290             |                  |
| --------------------------------------------- | ---------------- | ---------------- | ---------------- | ---------------- | ---------------- | ---------------- | ---------------- | ---------------- | ---------------- | ---------------- | ---------------- | ---------------- | ---------------- |
| Джерело:                                      |                  |                  |                  |                  |                  |                  |                  |                  |                  |                  |                  |                  |                  |